# نظرية المعرفة المتعلقة بالعلوم الطبيعية
تعتبر نظرية المعرفة المتعلقة بالعلوم الطبيعية التي صاغها ويلارد فان أورمان كواين مجموعة من الآراء الفلسفية المعنية بنظرية المعرفة التي تؤكد على أهمية دور أساليب العلوم الطبيعية. ويدفع هذا التأكيد المشترك على أهمية الأساليب العلمية لدراسة المعرفة إلى تحويل التركيز إلى المعالجات التجريبية لاكتساب المعرفة بعيدًا عن كثير من الأسئلة الفلسفية التقليدية. وتنطوي نظرية المعرفة المتعلقة بالعلوم الطبيعية على عناصر مميزة جديرة بالملاحظة. ينادي المذهب الطبيعي البديل بأنه ينبغي التخلي عن نظرية المعرفة التقليدية واستبدالها بمنهجيات العلوم الطبيعية. وتتمثل الأطروحة العامة للمذهب الطبيعي التعاوني في أن نظرية المعرفة التقليدية يمكن أن تحقق الاستفادة المرجوة من الاستقصاء المتعلق بها من خلال استخدام المعرفة التي اكتسبناها من العلوم المعرفية، بينما يركز المذهب الطبيعي الموضوعي على المساواة المؤكدة بين حقائق المعرفة وحقائق العلوم الطبيعية.
لقد استهدفت الاعتراضات الواردة على نظرية المعرفة المتعلقة بالعلوم الطبيعية سمات المشروع العام بالإضافة إلى خصائص إصدارات معينة. قد أشار بعض المعترضين إلى أن المعرفة العلمية الطبيعية لا يمكن أن تفسر بصورة معممة من خلال المعرفة المكتسبة من العلوم المعرفية والتي تعتبر في حد ذاتها أحد العلوم الطبيعية. هذا الاعتراض الناتج عن التعميم موجّه بصفة خاصة إلى المذهب الطبيعي البديل الصارم. وثمة اعتراضات مشابهة على المذهب الطبيعي المتعلق بالمواد والتي تنادي بأن الأطروحة التي يتبناها أصحاب المذهب الطبيعي المتعلق بالمواد بأن كافة حقائق المعرفة هي حقائق طبيعية لا يمكن تعميمها، كما أنها تعجز أيضًا عن التوافق مع حقائق بعينها. وقد اكتشف العديد من المعترضين الآخرين وجود نقيصة في الأساليب المتعلقة بالعلوم الطبيعة من حيث قصورها في معالجة القضايا المتعلقة بما تشتمله أو تفتقده نماذج القيمة الخاصة بالمعرفة المحتملة على نحو مناسب. ومن الناحية العامة تخالف نظرية المعرفة المتعلقة بالعلوم الطبيعة نظرية مكافحة تفسير الأحداث بناء على علم النفس عند كلٍ من إيمانويل كانت, وجوتلب فريجي، وكارل بوبر وآخرين.

## أشكال المذهب الطبيعيه

### المذهب الطبيعي البديل
يقدّر إصدار نظرية المعرفة المتعلقة بالعلوم اللطبيعية الذي قدّمه ويلارد فان أورمان كواين أسباب الشكوك الجدية بشأن جدوى الدراسة الفلسفية التقليدية للمعرفة العلمية. وقد تم إثارة هذه الشكوك في ظل عدم قدرة الفلاسفة التي شهدناها لفترة طويلة على إيجاد إجابات مرضية على تساؤلات الشكوكية الراديكالية وخاصة على نقد ديفيد هيوم للاستقراء. ويرجع ذلك أيضًا إلى المحاولات والإخفاقات المعاصرة المتعلقة باختزال الرياضيات إلى مرتبة المنطق المحض على يد المنتمين إلى حلقة فيينا أو المتعاطفين فلسفيًا معها. وقد استنتج أن الدراسات المتعلقة بالمعرفة العلمية والتي تهتم بالمعنى أو الحقيقة تفشل في تحقيق الغاية الديكارتية من اليقين. إن إخفاقات اختزال الرياضيات إلى مرتبة المنطق المحض تشير ضمنًا إلى أن المعرفة العلمية يمكن تعريفها على أحسن تقدير بمساعدة مفاهيم نظريات المجموعات الأقل يقينية. وحتى إذا تم اعتبار نظرية المجموعات المفتقرة إلى يقين المنطق المحض بأنها مقبولة، فإن جدوى تفسير وترميز المعرفة العلمية باعتبارها أحد علوم المنطق ونظرية المجموعة قد أصبحت واهنة بسبب عدم القدرة على تأسيس ترجمة نافعة منطلقة من المنطق ونظرية المجموعة التي تعود إلى المعرفة العلمية. فإذا لم يمكن تأويل ترجمة بين المعرفة العلمية والتراكيب المنطقية بحيث تصلح للاتجاهين، فإن خصائص التراكيب الخاصة بالمنطق المحض ونظرية المجموعة حينئذٍ تعتبر قاصرة عن تقديم فهم مفيد للمعرفة العلمية.

## قائمة المصادر المنتقاة
- Almeder, Robert (1998) Harmless Naturalism: The Limits of Science and the Nature of Philosophy, Peru, Illinois: Open Court.
- BonJour, Laurence (1994) "Against Naturalized Epistemology," Midwest Studies in Philosophy, XIX: 283-300.
- Chisholm, Roderick (1966)Theory of Knowledge, Englewood Cliffs, NJ: Prentice-Hall.
- Chisholm, Roderick (1982) The Foundations of Knowing, Minneapolis: University of Minnesota Press.
- Chisholm, Roderick (1989)Theory of Knowledge, 3rd ed., Englewood Cliffs, NJ: Prentice-Hall.
- Feldman, Richard (1999), "Methodological Naturalism in Epistemology," in The Blackwell Guide to Epistemology, edited by John Greco and Ernest Sosa, Malden, Ma: Blackwell, pp. 170-186.
- Foley, Richard (1994) "Quine and Naturalized Epistemology," Midwest Studies in Philosophy, XIX: 243-260.
- Fumerton, Richard (1994) "Skepticism and Naturalistic Epistemology," Midwest Studies in Philosophy, XIX: 321-340.
- Fumerton, Richard (1995) Metaepistemology and Skepticism, Lanham, MD: Rowman and Littlefield.
- Gibbard, Allan (1990) Wise Feelings, Apt Choices, Cambridge: Harvard University Press.
- Goldman, Alvin (1979) "What is Justified Belief?," in G. Pappas, ed., Justification and Knowledge: New Studies in Epistemology, Dordrecht, Reidel: 1-23.
- Goldman, Alvin (1992), Liaisons: Philosophy Meets the Cognitive and Social Sciences, Cambridge: MIT Press.
- Haack, Susan (1993) Evidence and Inquiry: Towards Reconstruction in Epistemology, Oxford: Blackwell.
- Harman, Gilbert (1977) Thought, Princeton: Princeton University Press.
- Kim, Jaegwon (1988) "What is Naturalized Epistemology?" Philosophical Perspectives 2 edited by James E. Tomberlin, Asascadero, CA: Ridgeview Publishing Co: 381-406.
- Kitcher, Philip (1992) "The Naturalists Return," Philosophical Review, 101: 53-114.
- Kornblith, Hilary (1994) Naturalizing Epistemology 2nd Edition, Cambridge: MIT Press.
- Kornblith, Hilary (1999) "In Defense of a Naturalized Epistemology" in The Blackwell Guide to Epistemology, edited by John Greco and Ernest Sosa, Malden, Ma: Blackwell, pp. 158-169.
- Kornblith, Hilary (1988) "How Internal Can You Get?," Synthese, 74: 313-327.
- Lehrer, Keith (1997) Self-Trust: A study of Reason, Knowledge and Autonomy, Oxford: Clarendon Press.
- Lycan, William (1988) Judgement and Justification, Cambridge: Cambridge University Press.
- Mafffie, James (1990) "Recent Work on Naturalizing Epistemology," American Philosophical Quarterly 27: 281-293.
- Pollock, John (1986) Contemporary Theories of Knowledge, Totawa, NJ: Rowman and Littlefield.
- Quine, W.V.O. (1969) Ontological Relativity and Other Essays, New York: Columbia University Press.
- Quine, W.V.O. (1990) "Norms and Aims" in The Pursuit of Truth, Cambridge: Harvard University Press.
- Steup, Matthias, An Introduction to Contemporary Epistemology, Prentice-Hall, 19966.﷧
- Stich, Stephen and Richard Nisbett (1980), "Justification and the Psychology of Human Reasoning," Philosophy of Science 47: 188-202.
- Stich, Stephen (1990) The Fragmentation of Reason, Cambridge, MA: MIT Press.
- Strawson, Peter (1952) Introduction to Logical Theory, New York: Wiley.
- van Cleve, James (1985) "Epistemic Supervenience and the Circle of Belief" Monist 68: 90-104.

## وصلات خارجية
- The Routledge Encyclopedia of Philosophy: Epistemology
- The Penguin Dictionary of Philosophy ISBN 0-14-051250-0